# Mavic
Mavic es una empresa francesa dedicada a la fabricación de piezas de bicicletas fundada por Charles Idoux y Lucien Chanel, estando su sede cerca de St. Etienne en Francia. El nombre Mavic es un acrónimo que significa Manufacture d'Articles Vélocipédiques Idoux et Chanel. La compañía está reconocida como una de los principales fabricantes de ruedas para bicicletas. De hecho, muchos ciclistas de competición, como los del UCI Pro Tour utilizan ruedas Mavic.

## La empresa
A través de la historia de la compañía, Mavic ha fabricado diferentes tipos de componentes para bicicletas, entre los cuales cabe destacar: ruedas, frenos, cojinetes, guardabarros, direcciones, pedalieres, ciclocomputadores, cadenas, potencias... Pero por lo que siempre ha sido reconocida es por la fabricación de llantas ligeras.
La estructura de la compañía ha evolucionado desde el año 1889 en numerosas ocasiones, estando actualmente bajo la propiedad del fabricante francés de productos de esquí Salomon Sports, que a su vez forma parte de un conglomerado deportivo finlandés que también posee la compañía Atomic Skis y el fabricante de productos de tenis Wilson.

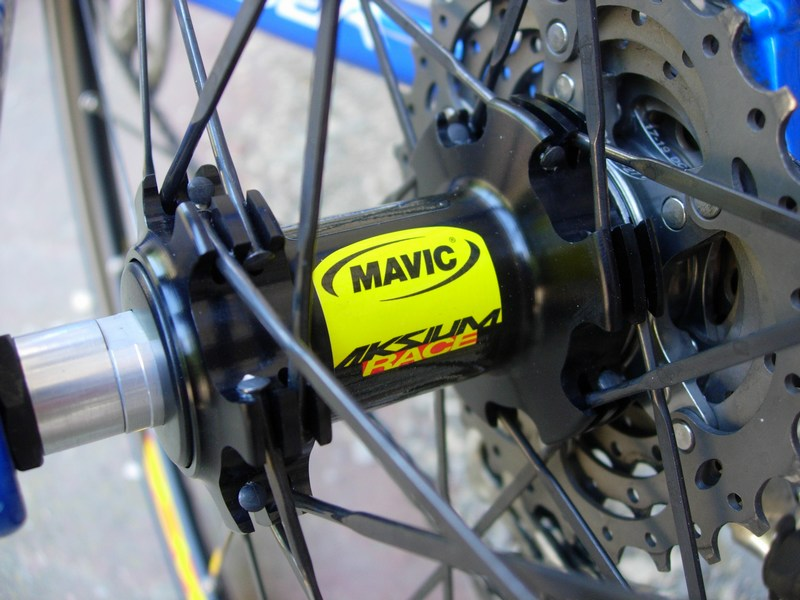
Buje Mavic Aksium.

### El Service des Courses
Desde el año 1973 la compañía ha ofrecido su famoso «Service des Courses» - el servicio de asistencia neutral y gratuito - a miles de ciclistas en competiciones de todo el mundo . Los característicos automóviles y motocicletas de color amarillo claro cargados con ruedas Mavic y bicicletas completas siguen a los ciclistas durante todo el recorrido. Los mecánicos que acompañan en los vehículos en la competición realizan los cambios de rueda en el caso de que haya un pinchazo, o un cambio completo de bicicleta, cuando la bicicleta haya sufrido una avería mecánica, sin importar a que equipo pertenece el ciclista. Dado que Mavic nunca ha fabricado bicicletas completas, los cuadros del servicio neutral son pertenecientes a otra compañía, siendo común el uso de bicicletas Cannondale, Litespeed o Scott.